# Годовиковит
Годовиковит — редкий сульфатный минерал с химической формулой: (NH4)Al(SO4)2. Он был впервые обнаружен в 1982 году в горящих терриконах угольных шахт в городе Копейск, Челябинской области, Россия. Он был назван в честь Александра Александровича Годовикова, советского и российского минералога, директора Минералогического музея имени А. Е. Ферсмана РАН.

## Описание
Годовиковит представляет собой аммониевый сульфат алюминия. Он имеет тригональную кристаллическую структуру и обычно встречается в виде плотных или ноздреватых мелоподобных агрегатов. Цвет годовиковита может варьироваться от белого до жёлтого, а его твёрдость по шкале Мооса составляет 2. Плотность годовиковита составляет 2,5 г/см3.
Годовиковит образуется в результате окислительно-восстановительных процессов в сульфидных рудах. Он встречается в ассоциации с другими сульфатами, такими как гипс, целестин и кизерит.
Годовиковит является коллекционным минералом и может использоваться в качестве декоративного камня. Он также обладает некоторыми потенциальными технологическими применениями, такими как использование в качестве катализатора или в производстве удобрений.

## История открытия
Годовиковит был впервые обнаружен в 1982 году на горящих терриконах угольных шахт в городе Копейск, Челябинской области, Россия. Терриконы представляют собой искусственные холмы, образованные из отходов добычи угля. Они часто являются богатым источником минералов, поскольку в них концентрируются различные элементы, которые были извлечены из угля.
Годовиковит был обнаружен группой советских минералов, в которую входили А. А. Годовиков, Л. Н. Киселева, Е. И. Смирнов и Г. И. Смирнов. Они обнаружили минерал в виде плотных или ноздреватых мелоподобных агрегатов. Цвет годовиковита варьировался от белого до жёлтого.

## Химический состав и структура
Годовиковит представляет собой аммониевый сульфат алюминия. Его химическая формула: (NH4)Al(SO4)2. Он имеет тригональную кристаллическую структуру.
Годовиковит содержит следующие элементы:
- Аммоний (NH4)
- Алюминий (Al)
- Сера (S)

## Физические свойства
Годовиковит имеет следующие физические свойства:
Цвет: белый, жёлтый
Твёрдость по шкале Мооса: 2
Плотность: 2,5 г/см3
Образование и встречаемость
Годовиковит образуется в результате окислительно-восстановительных процессов в сульфидных рудах. Он встречается в ассоциации с другими сульфатами, такими как гипс, целестин и кизерит.

## Применение
Годовиковит является коллекционным минералом и может использоваться в качестве декоративного камня. Он также обладает некоторыми потенциальными технологическими применениями, такими как использование в качестве катализатора или в производстве удобрений.

## Катализатор
Годовиковит может использоваться в качестве катализатора в различных химических реакциях. Например, он может использоваться для ускорения окисления аммиака.

## Удобрение
Годовиковит может использоваться в качестве удобрения. Он содержит азот, который необходим для роста растений.